# Gustav-Stresemann-Wirtschaftsschule
Die Gustav-Stresemann-Wirtschaftsschule (GSW) ist eine der vier Berufsbildenden Schulen in Mainz. Ihr Namensgeber ist der Politiker und Staatsmann Gustav Stresemann. Die Schule bietet die beiden Bildungsgänge Höhere Berufsfachschule (HBF) und Berufliches Gymnasium (BG) an. Die Schule befindet sich seit 1999 in Hechtsheim in einem ehemaligen IBM-Gebäude.

## Geschichte
Eine einjährige Handelsschule für Knaben wurde 1907 gegründet und fand ab 1922 in der alten Universität „Domus Universitas“ ihre erste feste Unterkunft.
Zwischen 1944 und 1947 wurde die Schule für 3 Jahre geschlossen, da es in Mainz als Folge des Kriegszerstörung keine geeigneten Gebäude gab. Erst am 15. April 1947 konnte die Schule unter der Leitung von Herrn Dörr wieder den Betrieb aufnehmen. Ihm folgten Herr Kloster (1952–1955) und ab 1955 Gotthard Steglich.
Ab 1958 bekam die Schule in der Mainzer Zitadelle eine feste Unterkunft. Die Räume befanden sich zunächst im Torgebäude, das aber bald nicht mehr ausreichte, da die einjährige Handelsschule zur zweijährigen Handelsschule wurde. Es kam die Höhere Handelsschule hinzu. Schließlich wurde die Wirtschaftsoberschule gegründet, aus der im Rahmen von Schulreformen das Wirtschaftsgymnasium hervorging.
Etwa ab 1964 wurde das Torgebäude endgültig zu klein. Es wurden Auslagerungen in andere Schulen nötig und man stellte schließlich einen Barackenbau zur Verfügung. Später fand der Umzug in die „Doppelkompaniekaserne“ statt, die aber auch bald nicht mehr ausreichte. 1999 verließ die Gustav-Stresemann-Wirtschaftsschule die Zitadelle und bekam ein neues und auf ihre Unterrichtsbedürfnisse abgestelltes Schulgebäude in einem ehemaligen Verwaltungsbau der IBM Mainz.
In den verschiedenen Schulformen spielten die Fremdsprachen eine große Rolle. So war es nur natürlich, dass man sich bei der Namenssuche auf einen europäischen Politiker einigen konnte: Gustav Stresemann. Ab 1964 wird sie nach ihm benannt.
Die Gustav-Stresemann-Wirtschaftsschule war eine der ersten Handelsschulen und umfasste später die erste Wirtschaftsoberschule sowie das erste Wirtschaftsgymnasium in Rheinland-Pfalz.

### Schulleiter nach 1945
| von  | bis  | Name                     |
| 1947 | 1952 | Hr. Dörr                 |
| 1952 | 1955 | J. Kloster               |
| 1955 | 1973 | Gotthard Steglich        |
| 1973 | 1989 | Theo Hipleh              |
| 1990 | 1993 | Nortrud Hummel           |
| 1993 | 2004 | Günter Mattis            |
| 2004 | 2013 | Ibolya Havel-Scheuermann |
| 2014 | 2018 | Brigitte Glismann        |
| 2019 |      | Volker Wolff             |